# Magnetisches Vektorpotential
Das magnetische Vektorpotential {\displaystyle {\vec {A}}}, oft abgekürzt nur als Vektorpotential bezeichnet, ist in der klassischen Elektrodynamik ein Vektorfeld, dessen Rotation die magnetische Flussdichte {\displaystyle {\vec {B}}({\vec {r}})} ergibt:
{\displaystyle \nabla \times {\vec {A}}({\vec {r}})={\vec {B}}({\vec {r}})}.
Historisch wurde es als mathematisches Hilfsmittel entwickelt, um die magnetische Flussdichte leichter zu beschreiben. Es lässt sich u. a. auch dazu verwenden, die zur Beschreibung des elektromagnetischen Felds verwendeten Maxwell-Gleichungen zu entkoppeln und dadurch leichter lösbar zu machen.
Obwohl es zunächst nur als mathematisches Hilfsmittel eingeführt wurde, kommt ihm in der Quantenmechanik physikalische Realität zu, wie das Aharonov-Bohm-Experiment zeigt.
Das magnetische Vektorpotential hat die SI-Einheit {\displaystyle [A]=\mathrm {T\cdot m} =\mathrm {\frac {V\,s}{m}} }.

## Definition
Das magnetische Vektorpotential {\displaystyle {\vec {A}}({\vec {r}},t)} ist ein Vektorfeld, das zusammen mit dem elektrischen Potential {\displaystyle \Phi ({\vec {r}},t)} durch die Gleichungen
{\displaystyle {\vec {B}}=\nabla \times {\vec {A}}({\vec {r}},t)\qquad {\vec {E}}=-\nabla \Phi ({\vec {r}},t)-{\frac {\partial {\vec {A}}({\vec {r}},t)}{\partial t}}}
definiert ist. {\displaystyle {\vec {B}}} steht für die magnetische Flussdichte, {\displaystyle {\vec {E}}} für das elektrische Feld. In der Magnetostatik ist das magnetische Vektorpotential {\displaystyle {\vec {A}}({\vec {r}})} nicht zeitabhängig. Es ist deshalb vollständig durch die erste Gleichung unabhängig vom elektrischen Potential definiert.
{\displaystyle {\vec {B}}=\nabla \times {\vec {A}}({\vec {r}})}
Das magnetische Vektorpotential ist eine Anwendung des rein mathematischen Vektorpotentials.

## Berechnung

### Magnetostatik
In der Magnetostatik erfüllt das Vektorpotential die Poisson-Gleichung (mit der Vakuumpermeabilität {\displaystyle \mu _{0}}):
{\displaystyle \nabla ^{2}{\vec {A}}({\vec {r}})=-\mu _{0}{\vec {j}}}.
Diese Differentialgleichung kann mit einer Faltung (siehe Greensche Funktion) gelöst werden, um das magnetische Vektorpotential zu erhalten:
{\displaystyle {\vec {A}}({\vec {r}})={\frac {\mu _{0}}{4\pi }}\int {\frac {{\vec {j}}({\vec {r}}')}{\left|{\vec {r}}-{\vec {r}}'\right|}}\mathrm {d} ^{3}r'\,,}
Diese Beziehung gilt nur, wenn die Stromdichte {\displaystyle {\vec {j}}} im Unendlichen verschwindet und dabei mindestens so schnell wie {\displaystyle 1/r} gegen null geht.

### Elektrodynamik
In der Elektrodynamik erweitert sich die Poisson-Gleichung zur (inhomogenen) Wellengleichung für das Vektorpotential
{\displaystyle \Box {\vec {A}}({\vec {r}},t)={\frac {1}{c^{2}}}\partial _{t}^{2}{\vec {A}}({\vec {r}},t)-\nabla ^{2}{\vec {A}}({\vec {r}},t)=\mu _{0}{\vec {j}}},
wobei {\displaystyle \Box } der D’Alembert-Operator ist.
Die inhomogenen Lösungen dieser Gleichung sind das retardierte bzw. avancierte Vektorpotential
{\displaystyle {\vec {A}}({\vec {r}},t)={\frac {\mu _{0}}{4\pi }}\int {\frac {{\vec {j}}({\vec {r}}',t')}{\left|{\vec {r}}-{\vec {r}}'\right|}}\mathrm {d} ^{3}r'}, mit {\displaystyle t'=t\mp {\frac {|{\vec {r}}-{\vec {r}}'|}{c}}}.

## Eigenschaften

### Erfüllung der Maxwell-Gleichungen
Weil die Divergenz einer Rotation immer Null ist, gilt
{\displaystyle {\begin{aligned}\nabla \cdot \mathbf {B} &=\nabla \cdot \left(\nabla \times \mathbf {A} \right)=0\\\nabla \times \mathbf {E} &=\nabla \times \left(-\nabla \phi -{\frac {\partial \mathbf {A} }{\partial t}}\right)=-{\frac {\partial }{\partial t}}\left(\nabla \times \mathbf {A} \right)=-{\frac {\partial \mathbf {B} }{\partial t}}.\end{aligned}}}
Die Definition sorgt so dafür, dass Induktionsgesetz und das Gaußsches Gesetz für Magnetfelder, also zwei der Maxwell-Gleichungen, automatisch erfüllt sind.

### Nicht konservativ
Das magnetische Vektorpotential ist als Vektorfeld außerdem nicht konservativ. Andernfalls wäre es durch den Gradienten eines skalaren Feldes {\displaystyle \alpha } darstellbar und es würde gelten:
{\displaystyle {\vec {B}}({\vec {r}})=\nabla \times {\vec {A}}({\vec {r}})=\nabla \times \nabla \alpha \equiv 0\,\,.}

### Zusammenhang zwischen Skalar- und Vektorpotential
Gemäß dem helmholtzschen Theorem kann (fast) jedes Vektorfeld {\displaystyle {\vec {K}}({\vec {r}})} als Superposition zweier Komponenten {\displaystyle {\vec {F}}({\vec {r}})} und {\displaystyle {\vec {G}}({\vec {r}})} aufgefasst werden, deren erste der Gradient eines Skalarpotentials {\displaystyle \Phi ({\vec {r}})} ist, die zweite dagegen die Rotation eines Vektorpotentials {\displaystyle {\vec {\Gamma }}({\vec {r}})}:
{\displaystyle {\vec {K}}({\vec {r}})={\vec {F}}({\vec {r}})+{\vec {G}}({\vec {r}})=\operatorname {grad} \,\Phi ({\vec {r}})+\operatorname {rot} \,{\vec {\Gamma }}({\vec {r}})=\nabla \Phi ({\vec {r}})+\nabla \times {\vec {\Gamma }}({\vec {r}})}
Ist {\displaystyle {\vec {F}}({\vec {r}})\,} ein konservatives Kraftfeld, in dem die Kraft {\displaystyle {\vec {F}}\,} dem Prinzip des kleinsten Zwanges folgend stets der Richtung des maximalen Anstiegs des Potentials {\displaystyle \Phi \ } entgegengerichtet ist, gilt alternativ die Schreibweise
{\displaystyle {\vec {K}}({\vec {r}})={\vec {F}}({\vec {r}})+{\vec {G}}({\vec {r}})=-\operatorname {grad} \,\Phi ({\vec {r}})+\operatorname {rot} \,{\vec {\Gamma }}({\vec {r}})=-\nabla \Phi ({\vec {r}})+\nabla \times {\vec {\Gamma }}({\vec {r}}).}

## Viererpotential
Skalares Potential und Vektorpotential werden in der Relativitätstheorie und der Quantenelektrodynamik zum Viererpotential
{\displaystyle A^{\mu }=\left(\Phi /c,{\vec {A}}\right)}
zusammengefasst.

## Eichungen
Das Vektorpotential ist nur bis auf ein Gradientenfeld bestimmt, weil die Rotation eines Gradientenfeldes immer verschwindet. Für jede skalare Funktion {\displaystyle \chi ({\vec {r}},t)} gilt also
{\displaystyle {\begin{aligned}{\vec {A}}({\vec {r}},t)'&={\vec {A}}({\vec {r}},t)+\nabla \chi ({\vec {r}},t)\\\Rightarrow \;\;{\vec {B}}({\vec {r}},t)'&=\nabla \times {\vec {A}}({\vec {r}},t)'=\nabla \times {\vec {A}}({\vec {r}},t)+\nabla \times \nabla \chi =\nabla \times {\vec {A}}({\vec {r}},t)={\vec {B}}({\vec {r}},t)\,.\end{aligned}}}
Verschieden geeichte Vektorpotentiale führen immer auf dasselbe magnetische Feld. Dies wird als Eichinvarianz bezeichnet.

### Häufig verwendete Eichungen
- In der Magnetostatik kann das Vektorpotential über die Coulomb-Eichung quellfrei gemacht werden, das bedeutet

{\displaystyle \nabla \cdot {\vec {A}}({\vec {r}})=0}.
- In der Elektrodynamik, d. h. bei nicht-statischen Verhältnissen, benutzt man dagegen meist die Lorenz-Eichung, die für die Berechnung elektromagnetischer Wellenfelder nützlich ist:

{\displaystyle \nabla \cdot {\vec {A}}({\vec {r}},t)+{\frac {1}{\ c^{2}}}\partial _{t}\Phi ({\vec {r}},t)=0\,.}
Dabei ist {\displaystyle \Phi ({\vec {r}},t)} das skalare elektrische Potential und {\displaystyle c} die Lichtgeschwindigkeit.

## Elektrisches Vektorpotential
Bei der Berechnung von Feldern in ladungs- und leitungsstromfreien Gebieten, z. B. in Hohlleitern begegnet man dem elektrischen Vektorpotential {\displaystyle {\vec {F}}}, es hat die Einheit einer Linienladungsdichte {\displaystyle {\frac {C}{m}}}.
Aufgrund der Quellenfreiheit der betrachteten Felder gilt
{\displaystyle \operatorname {div} {\vec {D}}=0}        bzw.
{\displaystyle \operatorname {div} {\vec {E}}=0}        sowie
{\displaystyle \operatorname {div} \operatorname {rot} {\vec {F}}=0}.
Um einen funktionalen Zusammenhang zwischen {\displaystyle {\vec {D}}(r)} und {\displaystyle {\vec {F}}(r)} zu erhalten, subtrahiert man die Gleichungen {\displaystyle \operatorname {div} {\vec {D}}=0}  und {\displaystyle \operatorname {div} \operatorname {rot} {\vec {F}}=0} voneinander und erhält:
{\displaystyle \operatorname {div} ({\vec {D}}-\operatorname {rot} {\vec {F}})=0}
Das Wirbelfeld {\displaystyle {\vec {F}}} nennt man elektrisches Vektorpotential. Es beschreibt nur zeitlich veränderliche elektrische Felder.